# Mont Châteleu
Le mont Châteleu est un sommet du massif du Jura en France. Il culmine à 1 302 mètres d'altitude.

## Géographie
Le mont Châteleu est situé sur une ligne de crêtes du Jura orientée sud-ouest/nord-est, sur le territoire de la commune de Grand'Combe-Châteleu. Sur son versant nord-ouest on trouve la commune française des Gras, sur son versant sud-est la commune suisse de La Brévine. Il est situé sur la ligne de partage des eaux entre la mer Méditerranée et la mer du Nord. La frontière entre la Suisse et la France passe sur son versant sud-est.